# Bertrand-François Mahé de La Bourdonnais
|  | Per a altres significats, vegeu «Mahé». |

Bertrand François Mahé, comte de La Bourdonnais, nascut a Saint-Malo l'11 de febrer de 1699, i mort a París el 10 de novembre de 1753, fou un almirall francès, administrador al servei de la Companyia Francesa de les Índies Orientals.

## Biografia
Nadiu de Saint-Malo, la mar el va atraure des de ben jove. El 1718, entrà al servei de la Companyia francesa de les Índies Orientals com a tinent. El 1724, fou nomenat capità, i mostrà tanta valentia en la presa de Mahé, a la Costa Malabar, que obtingué el dret de posar el seu nom a la ciutat. Serví llavors dos anys sota les ordres del virrei de Portugal a Goa, després torna al servei dels francesos en tant que governador de l'"illa de França" (illa Maurici) i de l'"illa Bourbon" (illa de la Reunió) el 1735.

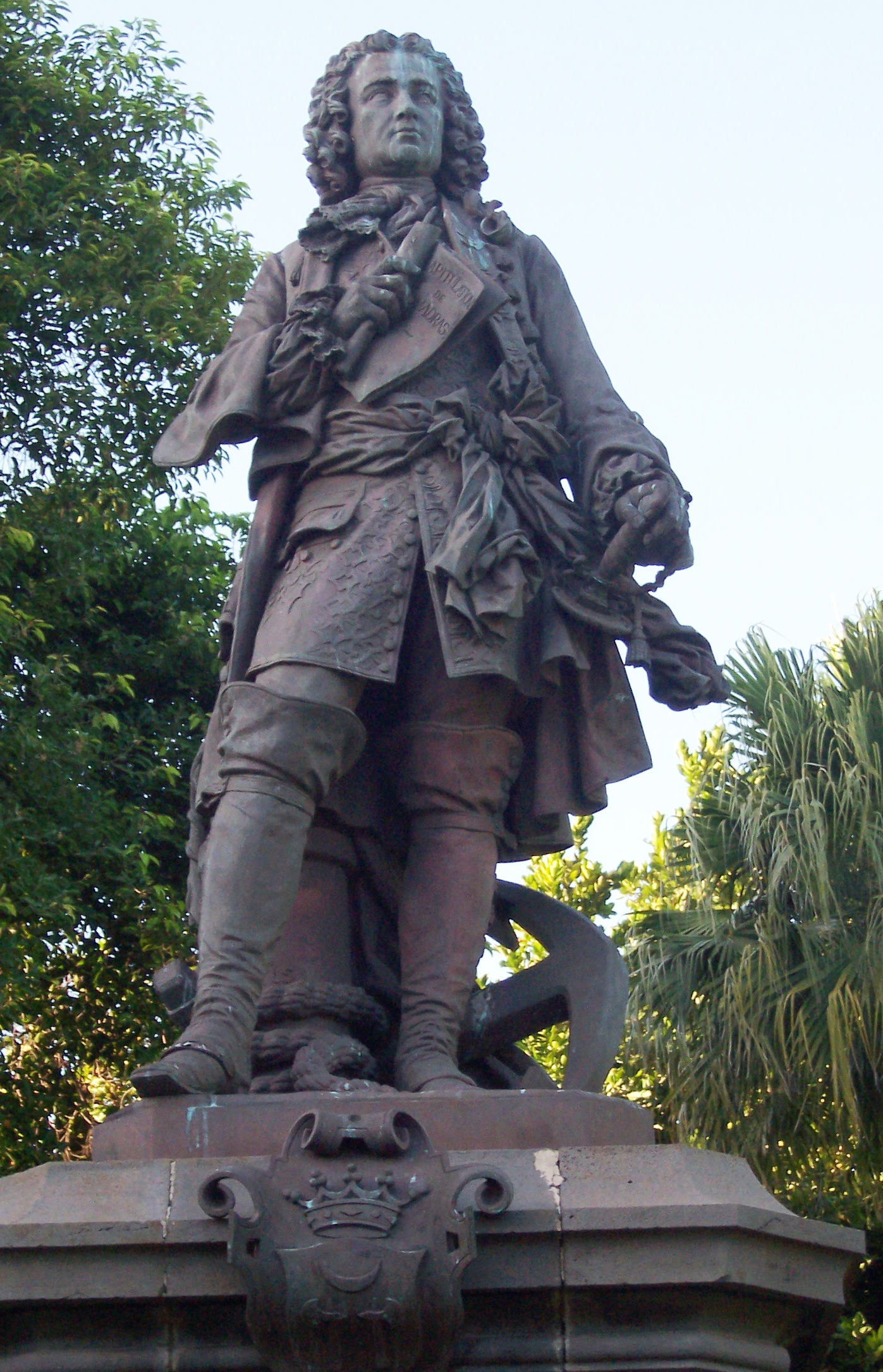
Estàtua de François Mahé de La Bourdonnais a Le Barachois, a Saint-denis de La Reunió.

Aquests cinc primers anys foren marcats per nombrosos èxits, ja que contribuí al desenvolupament tant militar com econòmic d'aquests llocs.
A l'"Isle de France", per instaurar la cultura de la canya de sucre, creà la primera sucreria de l'illa al barri dels Pamplemousses amb material que portà de França. I per fomentar la cultura alimentària, condicionà als jardins de Monplaisir, la seva luxosa residència del barri dels Pamplemousses, uns horts les fruites i llegums dels quals servirien per avituallar les tripulacions a Port Louis. Animà també els colons a cultivar la mandioca, planta resistent als diversos depredadors (rates, saltarel·les) i de la qual l'arrel subministra a una farina, la cassave, de la qual sortirien els aliments de base dels esclaus.
Intentà dotar Port Louis, fins llavors anomenat simplement, «el Camp», d'una bona infraestructura portuària. Feu créixer el port, l'enriquí amb un dic sec per reparar i construir els vaixells, d'un arsenal i d'un hospital. Una ciutat del sud de l'illa Maurice porta encara avui el seu nom: Mahebourg.
A Bourbon, va fer condicionar el port de Saint-Denis i fundà la ciutat de Saint-Louis.

## Primera guerra carnàtica

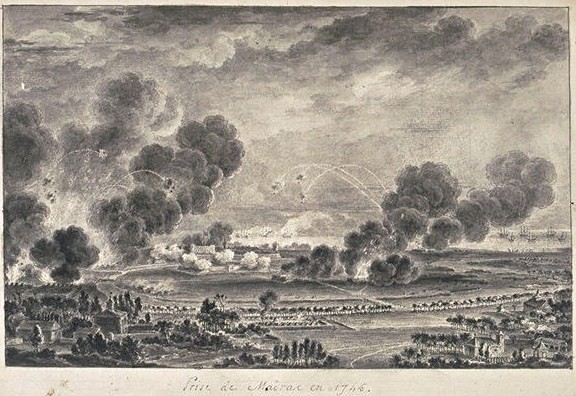
Setge de Madràs el 1746. La presa de la ciutat fou una brillant victòria francesa de Dupleix i de La Bourdonnais.

El 1740, mentre es trobava de visita a França, es van iniciar les hostilitats amb la Gran Bretanya, i va ser destinat a comandar una flota a l'Índia, per plantar cara a la Royal Navy.
Alliberà Mahé, rellevà el general Dupleix qui s'havia tancat a Pondichéry el 1746, i va prendre Madras el setembre 1746 al final d'un setge en què pràcticament no es va haver de disparar cap tret. Llavors anà a socórrer Joseph François Dupleix, bloquejat a Pondichéry. Sense haver rebut de França els reforços esperats, La Bourdonnais es va fer a la mar amb una flotilla de la Companyia i, malgrat els seus molt limitats recursos, va batre la flota de lord Peyton a l'altura de Négapatam. S'enemistà amb Dupleix per qüestions relatives a la direcció dels afers indis, i això el conduí a la Bastilla, on fou empresonat sota acusacions d'especulació i mala administració.
Arrestat el 1748, no fou jutjat fins al 1751. Tot i que fou absolt, patí les seqüeles del seu empresonament, i va perdre les seves propietats. A la seva mort, el rei concedí a la seva vídua una pensió de 2400 lliures.

## Record
El seu nom ha estat donat a dos pailebots de la "Missatgeria Marítima" francesa:
- LA BOURDONNAIS 1[3]
- LA BOURDONNAIS 2][4]

Dos carrers de Pondichéry duen també el seu nom: 
- el carrer Labourdonnais
- el carrer Mahé de Labourdonnais

Fou l'avi de Louis-Charles Mahé de La Bourdonnais, un dels millors escaquistes de la seva època.

## Autobiografia
- Mémoires historiques de B.-F. Mahé de La Bourdonnais, gouverneur des îles de France et de la Réunion, recollides i publicades pel seu net, el cèlebre jugador d'escacs Louis-Charles Mahé de La Bourdonnais, París, 1890; 1898.